# Puf
Puful este o pană sferică, alcătuită din numeroase fibre foarte moi, care sunt amplasate radial. Puful poate fi de gâscă sau de rață, scopul pufului este termoizolarea.
Spre deosebire de penele păsărilor care sunt menite pentru zbor, puful are ca principală menire reținerea aerului astfel asigurând termoizolarea păsărilor chiar și în frigul de iarnă. 

## Prelucrarea pufului
Din punct de vedere economic, puful constituie categoria de pene cea mai valoroasă.
Puful este folosit pentru umplerea de perne, plapume și pilote datorită calității sale de termoizolare.
Calitatea pufului depinde nu numai de modul de curățare acestuia și de soiul de pasăre de la care provine.
Pentru producția de perne și pilote cu puf dese ori se folosește puful gâștei Albe Ungurești.

## Vezi și
- Pană